# Sotuta
Sotuta (auch Sotuta de Peón) ist eine knapp 6000 Einwohner zählende Kleinstadt im Zentrum der mexikanischen Halbinsel Yucatán; gleichzeitig ist es der Hauptort einer großen Landgemeinde (municipio) mit insgesamt etwa 9000 Einwohnern.

## Lage und Klima
Sotuta liegt etwa 100 km (Fahrtstrecke) südöstlich von Mérida bzw. etwa 100 km westlich von Valladolid. Im Allgemeinen herrscht ein subtropisches Savannenklima. Die Jahresdurchschnittstemperatur beträgt tagsüber ca. 32°; nachts fällt das Thermometer nur selten unter 18°. Die jährliche Niederschlagsmenge liegt bei etwa 1000 mm, wobei im Sommerhalbjahr der meiste Regen fällt.

## Bevölkerung
| Jahr      | 2000 | 2010 | 2020 |
| Einwohner | 4980 | 5551 | 5758 |

Die weitaus meisten Einwohner sind indigener Abstammung oder Mestizen.

## Wirtschaft
Die Landwirtschaft (Mais, Bohnen etc.) bildet die Grundlage der örtlichen Wirtschaft.

## Geschichte
Vor der Ankunft der Spanier war Sotuta die Residenzstadt der Cocom.

## Sehenswürdigkeiten
- Die Kirche San Pedro Apóstol entstand im 17./18. Jahrhundert.

Umgebung
- Jeweils etwa 600 m vom Ort entfernt befinden sich zwei Cenotes.